# Dagisteu (refém)
Dagisteu (em latim: Dagistheus) foi um ostrogodo do século V, ativo durante o reinado do rei Teodorico, o Grande (r. 474–526). Aparece em 479, quando foi enviado como refém, ao lado de Soas, para Adamâncio no Epiro. Talvez possa ser identificado o indivíduo que deu seu nome a um conjunto termal situado em Constantinopla e igualmente pode ser um ancestral do general bizantino Dagisteu.